# François Marius Barnéoud
François Marius Barnéoud (15 de enero de 1821 - ?) fue un geólogo, y botánico francés.

## Algunas publicaciones
- 1845. Monographie générale de la famille des Plantaginées (enlace roto disponible en Internet Archive; véase el historial, la primera versión y la última).. Ed. Librairie de Fortin, Masson & Cie., 1, Place de l'École Medicine
- "Cartas de Barnéoud a Webb" 1844 - 1850"

## Eponimia
Géneros
- (Ranunculaceae) Barneoudia Gay[2]

Especies
- (Myrtaceae) Myrtus barneoudii O.Berg[3]
- (Plantaginaceae) Plantago barneoudii Decne.[4]
- (Portulacaceae) Claytonia barneoudii Kuntze[5]